# N!xau
Nǃxau ǂToma ou N!xau (grafia errada de Gǃkau; anteriormente Gcao Coma) (Tsumkwe, 16 de Dezembro de 1944 – Tsumkwe, 5 de Julho de 2003) foi camponês e actor bosquímano da Namíbia, famoso pelo seu papel no filme de 1980, The Gods Must Be Crazy (que teve enorme impacto e celebridade mundial), e suas respectivas sequências, nos quais interpretou Xixo, um bosquímano do Calaári. O ponto de exclamação no seu nome simboliza clique na sua língua nativa, juǀʼhoan. A fonética do seu nome completo, Gcao Coma, sugere que seja mesmo clique dental vocal.
Participou nas sequelas: The Gods Must Be Crazy II, Crazy Safari, Crazy Hong Kong e The Gods Must Be Funny in China. No obituário que se publicou no The Namibian, o jornal escreveu que, "segundo a lenda", Nǃxau deixou que o salário que recebeu no filme fosse "levado pelo vento" porque não reconhecia o valor do dinheiro. O Internet Movie Database (IMDb) relata que ele ganhou apenas umas centenas de dólares pelo trabalho em The Gods Must Be Crazy. Todavia, o IMDb também refere que à época da primeira sequência, tinha já bastante conhecimento de negociar a sua presença por mais de meio milhão de rands sul-africanos (cerca de 80.000 dólares).
Depois da sua carreira no cinema terminar, Nǃxau cultivou milho, banana e feijão e manteve algumas cabeças de gado. Faleceu de tuberculose multirresistente, enquanto caçava pintadas. Foi enterrado em 12 de Julho em cerimónia fúnebre semi-tradicional em Tsumkwe, junto à sepultura de sua segunda esposa.
Segundo o agente de N!xau, seu nome era na verdade G!xau, porém foi listado como N!xau por erro tipográfico quando o filme original foi feito.[carece de fontes?]

## Filmografia
- The Gods Must Be Crazy (1980)
- The Gods Must Be Crazy II (1989)
- Kwacca Strikes Back (1990)
- The Gods Must Be Crazy III (1991)
- The Gods Must Be Crazy IV (1993)
- The Gods Must Be Crazy V (1994)
- Sekai Ururun Taizaiki (1996)